# Extremoduro
Extremoduro est un groupe espagnol de rock, originaire de Plasencia, actif entre 1988 et 2019. Le nom du groupe signifie littéralement « Extrême dur » ; il s'agit d'un jeu de mots avec leur région d'origine, l'Estrémadure, en espagnol Extremadura. Le groupe est formé en 1987 par Roberto Iniesta (dit Robe).
Il est considéré par la presse spécialisée comme l'un des plus importants groupes de rock en espagnol,. Nombre d'artistes et groupes de nombreux styles s'inspirent du groupe, et ont même montré leur admiration. Malgré le peu de promotion et de soutien des médias, en 2013, ils comptent plus de trois millions d'exemplaires vendus.

## Histoire

### Débuts (1987–1991)
Après la séparation du groupe Dosis Letal, que Roberto Iniesta avait formé en 1983 avec Luisma, Juano, Paco Doniga et Zósimo « Zosi » Pascual ; ils décident de former un nouveau groupe durant l'été 1987, à Plasencia, ville située dans la région de l'Estrémadure, sous le nom d'Extremoduro.
Extremoduro est à l'origine composé de Rob au chant et à la guitare, Kaíto à la basse, et de William à la batterie. Avec eux, Robe part pour Madrid et enregistre sa première démo qui comprend deux pistes : Extremaydura et Romperás. Cependant, cette première formation ne dure que quelques mois et se termine par une pause, après quoi Robe décide de réactiver le groupe en retrouvant Gonzalo « Salo » et Luis « von Fanta », anciens membres du groupe placentin Los Dogos, pour remplacer Kaito et William respectivement. Avec cette formation et avant d'enregistrer un album, ils décident de vendre des billets échangeables. Ils s'enferment ensuite dans les studios de Duplimatic en janvier 1989, et publient mille exemplaires de leur première démo, intitulée Rock transgresivo, qu'ils distribuent dans toute la région d'Estrémadure et qu'ils envoient aux labels, concours et émissions de radio.
La distribution de la démo attire l'attention dans et hors de leutr ville natale de Plasencia. Si bien que le programme télévisé Plastic les convie pour enregistrer deux clips des morceaux Extremaydura et Jesucristo García et le groupe remporte pour un prix Yamaha. C'est à ce moment que le label discographique indépendant Avispa les remarque et entame des négociations pour la publication de leur premier album studio, Tú en tu casa, nosotros en la bonfire. Pour assumer l'enregistrement, ils empruntent de l'argent à une connaissance de Robe, et se dirigent ainsi vers le studio M-20 à Madrid. Le groupe se retrouve insatisfait des résultats car l'album était fait comme le précédent : « avec beaucoup de hâte et peu de moyens. »
Enfin, la première vidéo qu'ils enregistrent pour Plastic, Extremaydura, est diffusée le 19 janvier 1990. Les paroles explicites de cette chanson génèrent la polémique, et conduisent la deuxième vidéo à apparaître seulement à l'émission Plast-X sur TVE Catalunya le 29 avril la même année. Au milieu des années 1990, Robe décide de restructurer le groupe pour faciliter les concerts, et commence à se consacrer au chant et à la seconde guitare, de sorte que Salo assume la guitare solo, et que la basse soit assumée par Carlos (El Sucio). En 1991, ils négocient avec Avispa pour l'enregistrement d'un deuxième album, mais à cause de problèmes financiers auxquels faisaient face leur label, ils décident de rompre leur contrat et de signer avec Área Creativa de Pasión Cía. Discográfica ; un autre label indépendant, mais qui leur offre de meilleurs moyens et conditions. Ils enregistrent leur deuxième album, Somos unos animales, en deux semaines aux studios AudioMadrid et est publié en juillet 1991.

### Signature chez une major (1991–1993)
Le groupe commence à se populariser. À la fin 1991, le groupe signe au label DRO, ce qui leur permet une meilleure distribution et promotion ainsi que de meilleurs moyens pour leurs futures publications
Après avoir rejoint rejoint le label DRO en 1991, le groupe voit le rachat de l'un des plus grands labels indépendants d'Espagne à Warner Music, l'une des plus importantes multinationales du secteur. Le bassiste Carlos let met en contact avec l'un des membres du staff, José Antonio Gómez. Ils le rencontrent et rendent possible leur signature chez Warner leur offrant de meilleures conditions contractuelles que leurs précédents labels.
La même année, en 1992, leur troisième album, intitulé Deltoya, est publié. L'album comprend plusieurs collaborations, notamment celle du chanteur et guitariste argentin Ariel Rot - un ancien membre du groupe Tequila, puis de Los Rodríguez - sur la chanson Volando solo. Robe déclare qu'il voulait peaufiner certains détails de l'album, mais leur label de l'époque ne leur pas donnera pas l'occasion de le faire.

### Années d'échecs (1993–1995)
De grands changements surviennent au sein du groupe en raison d'une certaine lassitude causée par leurs carrières artistiques, tandis que Robe pensait former un groupe qui travaillerait en parallèle avec Extremoduro. Au cours de la transition de l'année (Roberto s'installe à Barcelone et forme le groupe Q3 composé de Eugenio « Uge » Ortiz à la guitare, Ramón « Mon » Sogas à la basse, Jorge Pérez el Moja à la batterie. Le manque de motivation, en partie causé par la séparation géographique de ses membres, enfle au sein d'Extremoduro, ce qui mène au départ de Luis « von Fanta » à quitter le groupe, suivi peu après du bassiste Carlos el Sucio. Robe consacrea tout son temps à l'écriture et propose à leur label d'enregistrer un album solo ; il refusera leur proposition qui n'est pas à la hauteur de ses attentes. Robe décide de faire appel au batteur Jorge el Moja pour remplacer Luis et, quelque temps plus tard, au bassiste Ramón Sogas pour remplacer Carlos ; il fait aussi appel à un second bassiste, Miguel Ferreras.
En mai 1993, José Luis Nieto « Selu », saxophoniste du groupe Reincidentes, propose à Robe d'enregistrer un album musical traitant d'un seul thème. C'est ainsi que Diego Garay rencontre le bassiste du groupe Quemando Ruedas ; Gari, batteur du groupe Quattro Nails ; Iñaki Antón (alias Uoho), guitariste du groupe Platero y Tú ; Selu et Robe pour former le projet La Pedrá. En août 1993, le nouveau groupe entre pour enregistrer l'album ne sera publié qu'un an et demi après l'avoir enregistré à cause d'un manque de moyen financier.
Après les enregistrements effectués à Biscaye, le guitariste Salo quitte le groupe en août et est remplacé par Uge, le seul membre du groupe Q3 qui ne faisait pas officiellement partie d'Extremoduro. C'est cette formation qui, au cours des concerts de cette même année et de l'année suivante, fera de cette période « l'ère du chaos » selon l'anarchie et l'imprévisibilité de leurs performances. Durant cette première ère, les drogues circulaient toujours parmi les membres du groupe, cependant, mais ils restaient plus incontrôlables que jamais. Il arrivait même que certains membres se retrouvent en état d'ébriété, que Robe provoquait le public, qu'ils oubliaient les paroles de leurs morceaux ou qu'ils quittaient la scène sans raison apparente. Enfin, ils entrent en studio pour enregistrer et mixer l'album ¿Dónde están mis amigos?, en trois semaines et est, pour la première fois, produit par un producteur professionnel, Ventura Rico. Dans cet album, le détachement et le sentiment de solitude ressortent plus que dans d'autres thèmes, probablement à cause de problèmes personnels subis du côté de Robe à l'époque de son enregistrement.
En 1994, et encore une fois grâce au label DRO, Extremoduro peut rééditer les morceaux de son premier album, avec l'aide d'Iñaki Antón, qui s'impliquera progressivement dans le groupe. Leur première démo, Rock transgresivo, enregistrée en janvier 1989 est remixée, et leurs chansons voient s'ajouter des morceaux de la guitare et de claviers joués par Iñaki. De plus, Robe verra paraître trois morceaux acoustiques sur la compilation Robe, mi pequeña historia, distribuée indépendamment. Avec cette nouvelle formation, ils organisent la tournée promotionnelle de leur nouvel album, Pedrá, que DRO a publié en février 1995. Le label décidera aussi de rééditer Somos los animales ne possédant aucun droit de l'album, Pasión n'ayant pris en charge que l'édition et la distribution. Dans ce cas, la production est nettement supérieure à celle de leur premier album ; ils n'ont donc pas modifié l'enregistrement.

### Ascension vers la popularité (1995–1997)
À la fin de la même année, Extremoduro revient au studio pour enregistrer Agila, probablement le tournant dans leur carrière ; grâce à l'album, ils obtiennent leur premier disque d'or. Le groupe se rend à Madrid à la fin novembre 1995 pour enregistrer les chansons aux studios BOX, et publient ensuite l'album au label Lorentzo Records, situé à Biscaye.
Le groupe commence à jouer son album en avril 1996 à Madrid avec Iñaki Antón et les membres du groupe Ratanera. L'affinité croissante entre Roberto Iniesta et Iñaki Antón les font se projeter dans une tournée commune entre Extremoduro et le groupe Platero y Tú dès l'été 1996. La tournée obtient un succès national remarquable. Un projet appelé Extrechinato y Tú émerge pendant leur tournée conjointe pour promouvoir et honorer les travaux poétiques d'un ami proche de Robe, Manolo Chinato. Fito Cabrales, chanteur de Platero y Tú, passe le dernier jour de la tournée à composer des chansons pour ce projet. À la fin de la même année, ils se rencontrent pour matérialiser leurs idées à travers diverses sessions d'enregistrement. Pour la promotion de cet album, ils enregistrent le premier clip vidéo du groupe, So payaso, qui remportera l'année suivante le prix du meilleur clip vidéo lors de « la première édition des Premios de la Música. »
La tournée commune s'achève le 9 novembre et, de là, publient leur premier album live, Iros todos a tomar por culo ; produit par Iñaki Antón - qui, depuis la réédition de Rock transgresivo deviendra le producteur du groupe - et publié en avril 1997. Au début, le groupe était réticent à publier des albums live, mais des enregistrements piratés et de mauvaise qualité de ses concerts, le feront changer d'avis. Jamais publié à la vente, il esté diffusé à la télévision sur Canal Satélite Digital. Le groupe joue l'album le 17 avril de cette année dans une grande conférence de presse où ils présentent leur nouvelle formation après les départs d'Alberto Gil et d'Iñaki Setién au début de l'année.

### Règlements de comptes (1998–2004)

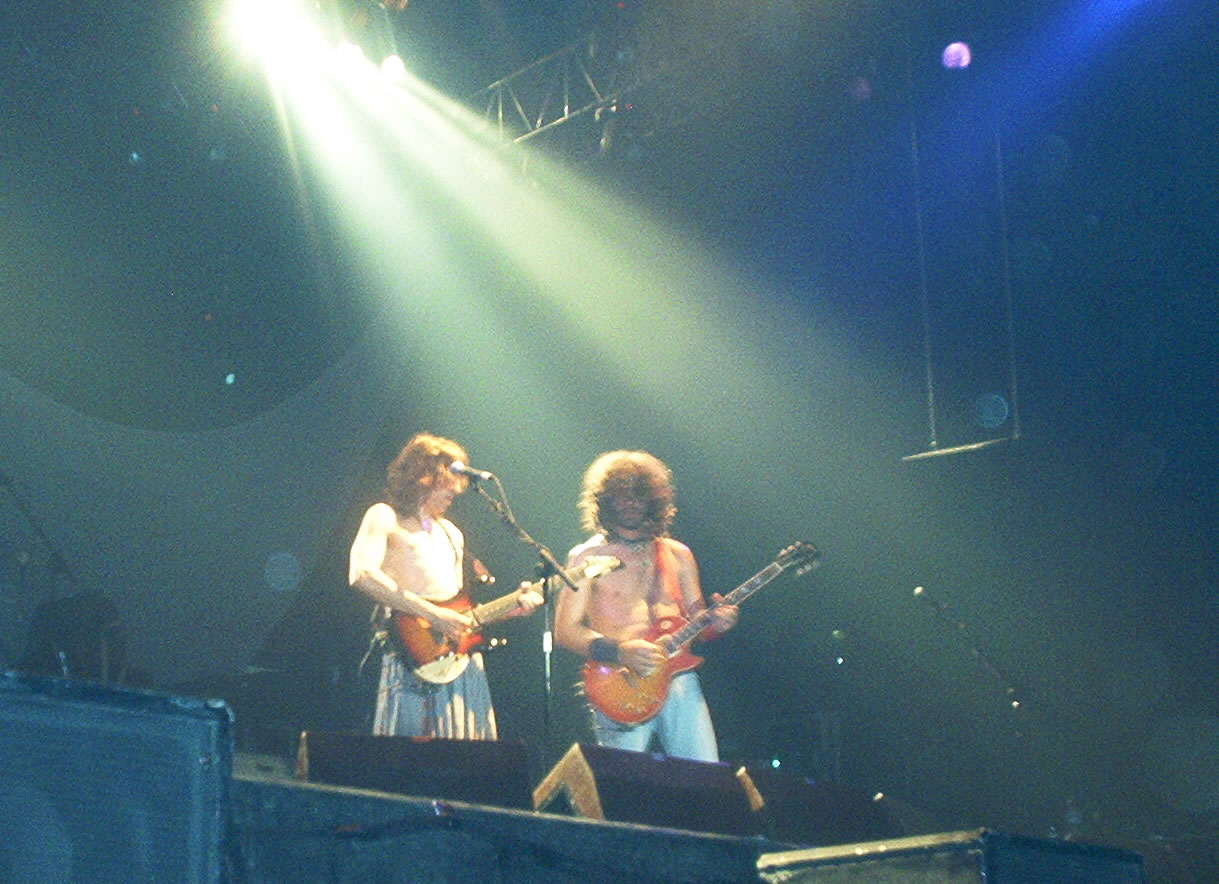
Extremoduro lors d'un concert en 2002.

La rupture du groupe avec son label Avispa entraine la sortie non officielle de certains de leurs albums, en particulier Agila et de morceaux qu'ils ont enregistrés pendant leur adolescence. En 1998, Robe et Iñaki racheteront à titres personnels les droits de ces enregistrements à leur vieux label Avispa, afin d'arrêter la distribution de leur premier album studio Tú en tu casa, nosotros en la hoguera, et d'autres albums qu'ils ont vendus sans consentement du groupe.
D'autre part, le bassiste Ramón Sogas décide de quitter le groupe pour se concentrer sur son propre groupe, Sinvergüenza. Officiellement sans bassiste, ils entrent en studio entre juin et septembre pour enregistrer l'album Canciones prohibidas avec l'aide de plusieurs musiciens qui couvriront la grande diversité des instruments. Après avoir joué l'album à Madrid, la tournée Moñigos, morid commence en mars 1999 - durant laquelle ils sont soutenus par le groupe Fito y Fitipaldis - et le bassiste Diego Garay. Une fois la tournée terminée, ils peuvent s'atteler à d'autres tâches, comme le projet Extrechinato y Tú dont le seul album, Poesía básica, a été publié en avril 2001 et présenté un mois plus tard à l'auditorium de la Fnac de Callao, à Madrid.
Toujours en 2001, Diego Garay quitte le groupe et Miguel Colino le remplace, consolidant ainsi la formation définitive. L'album Yo, minoría absoluta est enregistré entre octobre et janvier de l'année suivante au studio de La Casa de Iñaki. La tournée homonyme s'effectue entre juin et novembre 2002 dans toute l'Espagne à laquelle ils sont assistés par le guitariste Felix Landa et le claviériste Aiert Erkoreka.
Deux ans plus tard, deux compilations sont publiées ; le groupe les avait mis au point il y a quelque temps, et elles comprennent des chansons remastérisées et d'autres totalement ou partiellement réenregistrées. Le premier volume, intitulé Grandes éxitos y fracasos (Episodio primero), est publié en mai avec l'album live Gira 2002. Puis, le deuxième volume est publié deux jours après avoir terminé la tournée : Grandes éxitos y fracasos (Episodio segundo)

### Évolution musicale (2005–2011)
En 2006, Iñaki et Robe lancent le label Muxik, conçu pour présenter les premières œuvres de groupes qui pensaient mériter d'être entendus malgré la situation compliquée que traverse à cette période le marché musical espagnol. De plus, Robe publie une déclaration dans laquelle il a confesse manquer d'inspiration pour composer et ne ferait aucune tournée, à moins qu'un nouvel album ne soit publié. Pendant ce temps, le groupe Inconscientes est signé chez Muxik.
En début mai 2008], le morceau Dulce introducción al caos est mis en ligne sur le site officiel du groupe - qui anticipe un nouvel album et une tournée. À ce moment, le groupe éprouvait le besoin de changer de style musical, et d'explorer autre chose pour mieux se faire connaitre. Enfin, le 9 septembre 2008, son neuvième album studio, La Ley innata, est publié.

### Premiers concerts américains (2012–2014)

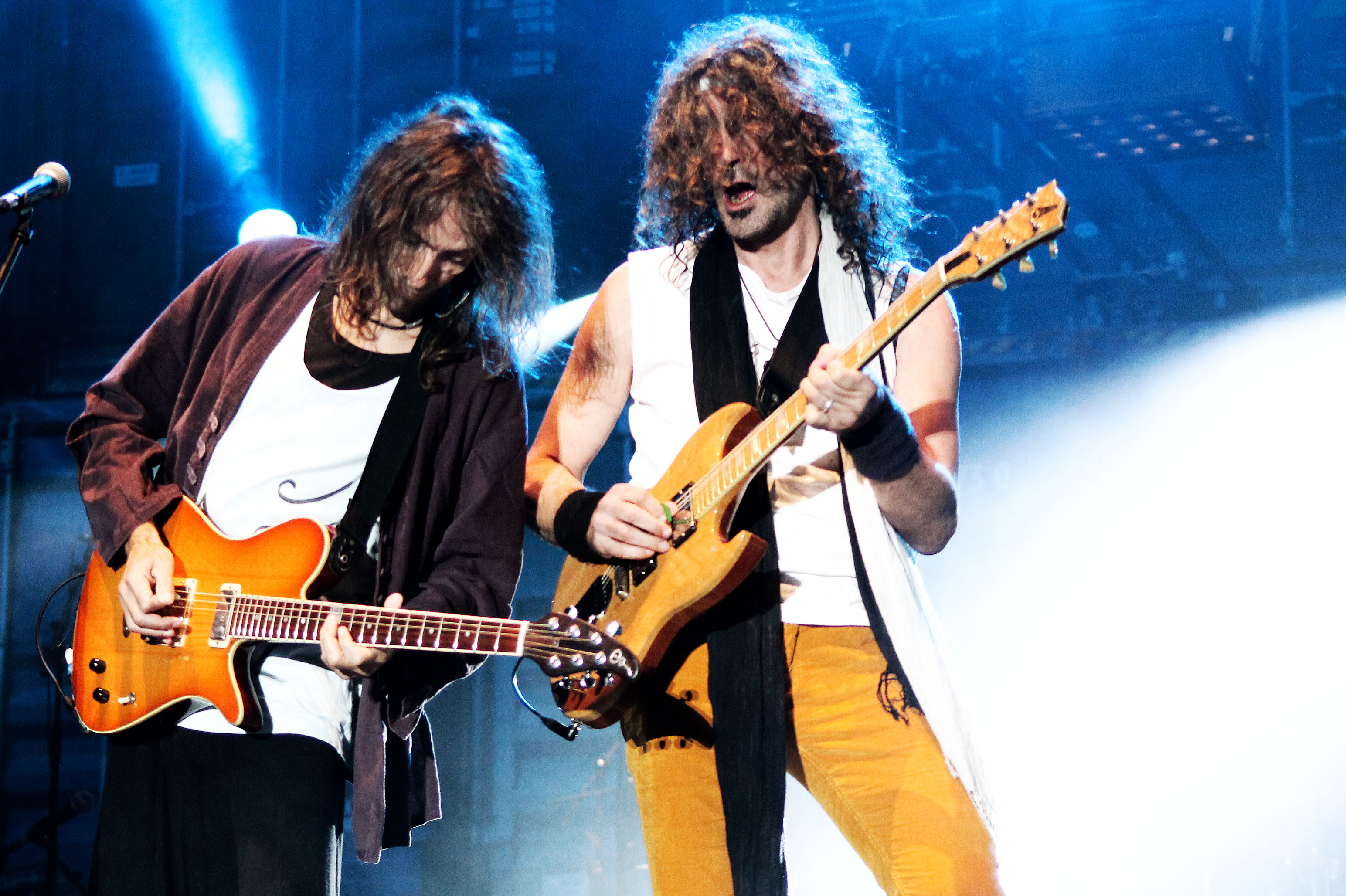
Roberto Iniesta (à gauche) et Iñaki Antón (à droite) se produisant lors de la tournée Para todos los públicos en 2014.

En avril 2012, Robe et Iñaki donnent un concert acoustique au Théâtre philharmonique d'Oviedo dans le cadre du gala La música alimenta, organisé par la fondation caritative El Pájaro Azul, où ils présentent la chanson El camino de las utopías. Un mois plus tard, ils annoncent la tournée Robando perchas del hotel qui, dans un premier temps, ne passera que dans huit villes d'Espagne, suivie d'une séance de questions-réponses ouverte au public qui tente de répondre aux questions les plus importantes des fans et des médias.
En réponse à de nombreuses demandes de fans du groupe dans d'autres pays, Extremoduro effectue sa première tournée en Amérique latine en décembre 2012. Cette expansion latino-américaine de la tournée les a emmenés au Chili, en Argentine et en Uruguay.
Le 23 mai 2013, la première biographie autorisée d'Extremoduro est publiée, sous le titre Extremoduro. De profundis. La historia autorizada, écrite par Javier Menéndez Flores et à laquelle participent Roberto Iniesta et Iñaki Antón.
Le onzième album studio, intitulé Para todos los públicos, sort le 8 novembre 2013. La date de sortie de l'album était prévue pour le 19 novembre 2013 mais en raison d'un vol de plusieurs disques dans la chaîne de production, elle est avancée. Malgré la fuite de l'album, celui-ci se classe numéro un dans les charts espagnols.

### Hors de Warner Music et séparation (2015–2019)
Après avoir rempli leur contrat avec la major Warner Music, le groupe publie un single à son tout nouveau label, El Dromedario Records, intitulé Las experiencias de un batracio avant d'achever leur tournée.
Après avoir déclaré qu'il travaillait toujours sur de nouvelles chansons pour sa carrière solo, Robe publie son deuxième album, Destrozares, canciones para el final de los tiempos, le 18 novembre 2016. Pendant ce temps, le reste du groupe travaille sur deux nouveaux albums pour le groupe Inconscientes ; Quimeras y otras realidades, qui sort le 9 décembre de la même année, et No somos viento, qui sort le 18 mai 2018. Après avoir tourné et même publié des morceaux live des deux projets, Robe admet qu'il était actuellement en train de composer et que la possibilité de reprendre l'activité du groupe était toujours ouverte.
Après des rumeurs sur un possible retour sur scène en 2020, le 17 décembre 2019, le groupe publie un communiqué officiel confirmant sa séparation, considérant qu'il n'y a plus le même rapport entre ses membres. Deux jours plus tard, lors d'une conférence de presse, ils confirment à la surprise générale une tournée d'adieu avec des représentations entre mai et juillet 2020 dans toute l'Espagne, qui inclurait les villes de Murcie, Séville, Madrid, Saint-Jacques-de-Compostelle, Cáceres, Barcelone et Bilbao. En seulement 24 heures, plus de 200 000 billets sont vendus, établissant un record de vente de billets en Espagne pour tout artiste musical, national et international.
En raison de la pandémie de Covid-19, un communiqué est publié le 8 mai 2020 indiquant que la tournée d'adieu serait reportée à l'automne 2020 ou, si cela n'était pas faisable, à l'année suivante Après avoir reprogrammé les dates des concerts qui auraient désormais lieu entre mai et juillet 2021 ; et face à l'impossibilité de respecter ces dates, Robe a publié une déclaration dans laquelle il ne reprogrammerait pas de nouvelles dates pour 2022. Au lieu de cela, il sortirait son nouvel album solo Mayéutica - qui serait un album à part entière - qui serait la suite de l'album La ley innata.

## Postérité
Extremoduro est considéré par de nombreux magazines comme un des meilleurs groupes de rock espagnols de l'histoire. De nombreux groupes de rock actuels comme Marea, Poncho K ou Forraje, décrivent Extremoduro comme leur principale source d'inspiration. De même, d'autres groupes non-rockers comme Estopa, Pereza ou Melendi (qui leur dédia la chanson Arriba Extremoduro) se disent influencés par leurs chansons.

## Membres

### Derniers membres
- Roberto Iniesta – chant, guitare (1987-2019)
- Iñaki Antón « Uoho » – guitare, claviers, trombone (1997-2019)
- José Ignacio Cantera – batterie (1997-2019)
- Miguel Colino – basse (2001-2019)

### Anciens membres
- Kaíto – basse (1987-1988)
- William – batterie (1987-1988)
- Gonzalo « Salo » – basse (1988-1990), guitare (1990-1993)
- Luis « von Fanta » – batterie (1988-1992)
- Carlos « el Sucio » – basse (1990-1993)
- Jorge « el Moja » Pérez – batterie (1992-1994)
- Ramón « Mon » Sogas – basse (1993-1998)
- Miguel Ferreras – basse (1993-1994)
- Eugenio « Uge » Ortiz – guitare (1993-1994)
- Iñaki « Milindris » Setién – guitare (1994-1997)
- Alberto Gil « Capi » – batterie (1994-1997)
- Diego Garay – basse (1999-2001)

## Discographie

### Albums studio
- 1989 : Rock transgresivo (enregistrement en 1989, sortie en 1994)
- 1991 : Somos unos animales
- 1992 : Deltoya
- 1993 : ¿Dónde están mis amigos?
- 1995 : Pedrá
- 1996 : Agila
- 1998 : Canciones prohibidas
- 2002 : Yo, minoría absoluta
- 2008 : La ley innata
- 2011 : Material defectuoso
- 2013 : Para todos los públicos

### Album live
- 1997 : Iros todos a tomar por culo

### Compilations
- 2004 : Grandes éxitos y fracasos (Episodio I)
- 2004 : Grandes éxitos y fracasos (Episodio II)